# Rivière Beaudry
Pour les articles homonymes, voir Beaudry.
La rivière Beaudry est un affluent du lac Beaudry, coulant dans la municipalité de Rémigny, dans la municipalité régionale de comté (MRC) du Témiscamingue, dans la région administrative du Abitibi-Témiscamingue, au Québec, au Canada.
La foresterie constitue la principale activité économique du secteur ; les activités récréotouristiques sont en second.
Annuellement, la surface de la rivière est généralement gelée de la mi-novembre à la fin avril, néanmoins, la période de circulation sécuritaire sur la glace est habituellement de la mi-décembre au début d’avril.

## Géographie
Les bassins versants voisins de la rivière Beaudry sont :
- Côté nord : lac Basserode, rivière Kinojévis, baie Caron du lac Kinojévis ;
- Côté est : rivière des Outaouais, lac Roger (Rémigny), rivière Roger ;
- Côté sud : lac Beaudry, lac Simard (Témiscamingue), rivière des Outaouais, Petite rivière Roger, lac des Quinze (Témiscamingue) ;
- Côté ouest : lac Caire, lac Lévesque, lac des Quinze, lac Beaumesnil.

La rivière Beaudry prend sa source d’un ruisseau forestier (altitude : 311 m) dans la municipalité de Rémigny. Cette source est située à 1,4 km au sud-est du lac du Caribou et à 11,6 km de l’embouchure de cette même rivière.
À partir de sa source, la rivière Beaudry coule sur 20,5 km selon les segments suivants :
- 3,2 km vers le nord-est en longeant le côté sud du chemin du lac Roger, jusqu’à un ruisseau (venant de l'est) ;
- 3,5 km vers le sud, jusqu’à un ruisseau (venant de l'est) ;
- 2,3 km vers le sud, jusqu’à un ruisseau (venant de l'est) ;
- 4,1 km vers le sud, jusqu’à un ruisseau (venant de l'ouest) ;
- 2,8 km vers le sud, jusqu’à un ruisseau (venant de l'est) ;
- 4,6 km vers le sud dont le dernier 2,3 km en zone de marais, jusqu’à son embouchure[1].

La rivière Beaudry se déverse sur la rive nord de la Baie Beaudry du lac Beaudry. Cette embouchure est située à :
- 5,0 km à l’ouest de l’embouchure du lac Roger ;
- 12,0 km au nord-ouest de l’embouchure du lac Beaudry ;
- 7,2 km à l’est du lac Beaumesnil ;
- 42,6 km au nord-est de la limite de l’Ontario ;
- 25,9 km au nord de l’embouchure de la Petite rivière Roger et de la rivière des Outaouais ;
- 50,7 km au sud-est du centre-ville de Rouyn-Noranda[1]

À partir de l’embouchure de la rivière Beaudry, le courant traverse vers le sud la Baie Beaudry, puis vers l’est le lac Beaudry, puis vers le sud jusqu’à l’embouchure de ce dernier. Puis le courant coule vers le sud par la Petite rivière Roger laquelle traverse le lac Gérin-Lajoie, le lac Gaboury et le lac Langelier avant de se déverser sur la rive nord-ouest de la partie supérieure de la rivière des Outaouais.

## Toponymie
Le terme « Beaudry » constitue un patronyme de famille et un prénom d’origine française.
Le toponyme « rivière Beaudry » a été officialisé le 23 septembre 1975 à la Commission de toponymie du Québec, soit à la création de la commission.